# Вакулік Віктор Григорович
Віктор Григорович Вакулік (1953—2012) — радянський і український астроном, лауреат Премії НАН України імені С. Я. Брауде (2010).

## Життєпис
Народився 19 липня 1953 року в місті Перещепине Дніпропетровської області. Перемагав у шкільних олімпіадах з фізики та математики, у старших класах захопився астрономією, але після закінчення школи в 1970 році йому не вдалося вступити на фізичний факультет Дніпропетровського університету. Віктор відпрацював рік шофером, потім 2 роки прослужив в армії в ракетних військах у Горьківської області. Лише в 1975 році він вступив на астрономічне відділення Харківського державного університету ім. О. М. Горького. В 1980 закінчив університет і працював у відділі обробки зображень Астрономічної обсерваторії ХДУ.
Перша публікація (1981, за матеріалами дипломної роботи) була присвячена вимірюванню кутових діаметрів зірок-гігантів методом спекл-інтерферометрії. Потім багато працював над створенням інструментів для спекл-інтерферометрії. У 1988 виконав спекл-інтерферометрию Вести на Майданакській обсерваторії, оцінивши діаметр й отримавши зображення диска астероїда.
З 1988 почав спостереження гравітаційних лінз, а з 1995 вони стали головною темою його досліджень. В цей період Вакулік тісно співпрацював з теоретиками з РІАН Павлом Вікторовичем Бліохом і Анатолієм Олексійовичем Мінаковим, авторами першої в світі монографії, присвяченої теорії гравітаційного лінзування. 
В 2010 була опублікована монографія Мінакова й Вакуліка «Статистичний аналіз гравітаційного мікролінзування», а пізніше того ж року Вакулік разом з Мінаковим і Тирновим були нагороджені Премією НАН України імені С. Я. Брауде за цикл робіт «Статистичний аналіз поширення електромагнітних хвиль у випадково-неоднорідних середовищах».
Помер 19 січня 2012 року, після тяжкої хвороби, за 2 тижні після смерті свого друга і співавтора Анатолія Олексійовича Мінакова.

## Відзнаки
- Премія НАН України імені С. Я. Брауде (2010)